# Cycle solaire 11
Le cycle solaire 11 est le onzième cycle solaire depuis 1755, date du début du suivi intensif de l'activité et des taches solaires. Il a commencé en 1867 et s'est achevé en 1878.